# Margaret Tyzack
Margaret Maud Tyzack (ur. 9 września 1931, zm. 25 czerwca 2011) – angielska aktorka występująca przede wszystkim w teatrze i telewizji. Występowała w Royal Shakespeare Company, a także w szeregu filmów i seriali telewizyjnych, między innymi: Saga rodu Forsyte’ów oraz Ja, Klaudiusz.
W 1970 została oficerem Orderu Imperium Brytyjskiego (OBE), w 2010 została Komandorem tego orderu (CBE). Była żoną matematyka Alana Stephensona, z którym miała jednego syna.